# Kurushi
Kurushi (noto in Nord America come Intelligent Qube) è un videogioco utilizzato sulla piattaforma PlayStation, appartenente al genere del videogioco rompicapo, giocabile in sessione da giocatore singolo.
Dal 16 giugno 2010 è possibile scaricare Kurushi per PlayStation 3 e PlayStation Portable tramite PlayStation Network.

## Modalità di gioco
Il gioco si svolge su una piattaforma longitudinale in tre dimensioni, della quale il giocatore ha una visione "dall'alto". Su questa piattaforma, la cui caratteristica è quella di presentarsi sotto forma di griglia di quadrati sulla superficie, scorrono file di cubi ben più alti e pesanti del nostro personaggio, il quale, però, grazie alle sue particolari abilità, deve distruggerne il maggior numero possibile prima che la fila di enormi cubi lo schiacci buttandolo giù dalla piattaforma (che è sospesa nel nulla).